# Hugo Weczerka
Hugo Weczerka (* 25. März 1930 in Vama, Bukowina; † 2. April 2021 in Marburg) war ein deutscher Historiker.

## Leben
Die erste Abhandlung über die Bukowinadeutschen veröffentlichte Hugo Weczerka im Jahr 1954 in der Schriftenreihe des Göttinger Arbeitskreises. Er wurde im Mai 1956 an der Universität Hamburg mit der Dissertation Das mittelalterliche und frühneuzeitliche Deutschtum im Fürstentum Moldau von seinen Anfängen bis zu seinem Untergang (13.–17. Jahrhundert) zum Dr. phil. promoviert. Ab 1963 war er korrespondierendes Mitglied und ab 1974 ordentlicher Mitarbeiter beim Johann Gottfried Herder-Forschungsrat.
Ab dem Jahr 1967 war Hugo Weczerka am Herder-Institut in Marburg an der Lahn mit dem Forschungsschwerpunkt Geschichte und Historische Geographie tätig. Ab dem Jahr 1969 war er Herausgeber der Fachzeitschrift Zeitschrift für Ostforschung (ZfO) sowie von 1969 bis 1982 deren Schriftleiter. In Nachfolge von Roderich Schmidt war er von April 1990 bis zur Emeritierung im Jahr 1995 Direktor des Herder-Instituts. Er war Mitglied der Historischen Kommission für Schlesien.
Weczerka war ein langjähriges korrespondierendes Mitglied des Kuratoriums am Institut für vergleichende Städtegeschichte (IStG) der Universität Münster.

## Schriften (Auswahl)
- Die Deutschen im Buchenland (= Der Göttinger Arbeitskreis. Schriftenreihe. Heft 51), Holzner Verlag, Würzburg 1954.
- Herkunft und Volkszugehörigkeit der Lemberger Neubürger im 15. Jahrhundert (mit 2 Karten). In: Zeitschrift für Ostmitteleuropa-Forschung. Heft 1–4, 1955, S. 506–530.
- mit Heinz Stoob: Die Ausbreitung der abendländischen Stadt im östlichen Mitteleuropa 1301–1800. In: Atlas östliches Mitteleuropa. Velhagen & Klasing, Bielefeld 1959.
- Das mittelalterliche und frühneuzeitliche Deutschtum im Fürstentum Moldau von seinen Anfängen bis zu seinem Untergang 13.–17. Jahrhundert. Hamburg 1955 (zugleich: Dissertation, Universität Hamburg, Philosophische Fakultät, 4. Mai 1956) → Neuauflage (= Buchreihe der Südostdeutschen Historischen Kommission. Band 4), Oldenbourg, München 1960.
- Siedlungsgeschichte des Bukowiner Deutschtums. In: Franz Lang (Hrsg.): Buchenland. Hundertfünfzig Jahre Deutschtum in der Bukowina (= Veröffentlichungen des süddeutschen Kulturwerks. Heft 16), München 1961, S. 23–41.
- Putzger-Wandkarten. Polen im 20. Jahrhundert. Die Teilung Polens 1772–1795. Karte 116, Velhagen & Klasing, Bielefeld 1961.
- mit Friedrich Bruns: Hansische Handelsstraßen:
  - Teil 1: Atlas. Böhlau Verlag, Köln/Graz 1962.
  - Teil 2: Textband. Böhlau Verlag, Köln/Graz 1967.
  - mit Evamaria Engel und Ilse Bongardt: Teil 3: Registerband. Böhlau Verlag, Weimar 1968.
- mit Paul Johansen: Rossica externa. Studien zum 15.–17. Jahrhundert. Festgabe für Paul Johansen zum 60. Geburtstag. N. G. Elwert Verlag, Marburg 1963, ISBN 3-7708-0205-5.
- Herike, Goswin von. In: Neue Deutsche Biographie (NDB). Band 8, Duncker & Humblot, Berlin 1969, ISBN 3-428-00189-3, S. 616 f. (Digitalisat).
- Prof. Dr. Herbert Schlenger †. In: Mitteilungen der Südosteuropa-Gesellschaft. Nr. 1/2, 9, 1969, S. 26–28.
- Rumänien (bis 1945). In: Literaturberichte über Neuerscheinungen zur außerdeutschen Geschichte. Band 5, Oldenbourg, München 1973, S. 324–420.
- Literaturbericht über die Geschichte Rumäniens bis 1945. Veröffentlichungen 1944–1970. In: Historische Zeitschrift 216, 1973, S. 325–420.
- Stadt- und Marktgründungen und Stadtabgänge in Schlesien 1450–1800. In: Zeitschrift für Ostforschung 23, 1974, S. 193–260.
- als Hrsg.: Schlesien (= Handbuch der historischen Stätten). Alfred Kröner, Stuttgart 1977 (= Kröners Taschenausgabe. Band 316), ISBN 3-520-31601-3; 2. Auflage ebenda 2003.
- Verzeichnis der Veröffentlichungen Walter Kuhns 1923–1978. In: Zeitschrift für Ostforschung 27, 1978, S. 532–554.
- Die Herkunft der Studierenden des Jüdisch-Theologischen Seminars zu Breslau 1854–1938. In: Zeitschrift für Ostforschung 35, 1986, S. 88–138.
- Stadtmappe Breslau – Deutscher Städteatlas. GSV Größchen Städteatlas, Altenbeken 1987, ISBN 3-89115-035-0.
- mit Heinz Stoob: Stadtmappe Goldberg – Deutscher Städteatlas. GSV Größchen Städteatlas, Altenbeken 1987, ISBN 3-89115-004-0.
- Die Residenzen der schlesischen Piasten. In: Hans Patze, Werner Paravicini (Hrsg.): Fürstliche Residenzen im spätmittelalterlichen Europa. Thorbecke, Sigmaringen 1991, ISBN 3-7995-6636-8, S. 311–347.
- Stände und Landesherrschaft in Ostmitteleuropa in der frühen Neuzeit. Verlag Herder-Institut, Marburg 1995, ISBN 3-87969-237-8.
- Juden in Schlesien. Ein Literaturbericht. In: Zeitschrift für Ostforschung 47, 1998, S. 70–81.
- Aspekte der Zusammenarbeit in der Ostmitteleuropa-Forschung. Tagung des Herder-Instituts und des J. G. Herder-Forschungsrates am 22./23. Februar 1994. Band 1, VIII, Marburg 1996, ISBN 3-87969-243-2.
- mit Hans Lemberg: Die Arbeit des Forschungsverbundes Ostmitteleuropa in den Jahren 1990–1996. Herder-Institut, Marburg 1996.
- Czernowitz. Städtebauliche Entwicklung in österreichischer Zeit. Hrsg. vom Traditionsverband Katholischer Czernowitzer Pännaler, Innsbruck 2000.
- Schlesiens zentrale Orte. Kontinuität und Wandel vom Mittelalter bis zur Mitte des 20. Jahrhunderts. In: Jahrbuch der Schlesischen Friedrich-Wilhelms-Universität zu Breslau 49, 2008/2009, S. 33–61.
- Die „Francisco-Josephina“ in Czernowitz. Eine Universität am Ostrand der Habsburgermonarchie. In: Victoria Popovici, Wolfgang Dahmen, Johannes Kramer (Hrsg.): Gelebte Multikulturalität. Czernowitz und die Bukowina. Peter Lang, Frankfurt am Main 2010, ISBN 978-3-631-56484-4, S. 67–85.
- Paul Johansen (1901–1965), Hanse- und Osteuropahistoriker. Bemerkungen zu einer neuen Publikation. In: Hansische Geschichtsblätter 130, 2012, S. 211–223.